# Rufodorsia
Rufodorsia é um género botânico pertencente à família Gesneriaceae.

## Espécies
- Rufodorsia congestiflora
- Rufodorsia intermedia
- Rufodorsia major
- Rufodorsia minor